# 奧利港
奧利港（英語：Port Olry）是萬那杜桑馬省聖靈島
上的一個法語小村莊。截至2009年，估計奧利港之人口為1300人。

## 概述
奧利港以其翠綠的山丘、清澈的海水和白色的沙灘而聞名，遊客可以通過退潮時露出的水下沙洲前往當地的兩個自然保護區島嶼。奧利港擁有大量天主教徒，並且是天主教傳教士的所在地。